# Châtelet (Caen)
Pour les articles homonymes, voir Châtelet.
Le Châtelet, ou pont Saint-Pierre, était un pont fortifié et une des portes de la ville de Caen, construite au XIIIe siècle et démolie au milieu du XVIIIe siècle. Élément des fortifications de Caen, la porte fortifiée servait également d’hôtel de ville.

## Histoire

### La construction de la porte
Le pont Saint-Pierre était le seul point de passage entre Bourg-le Roi et l’île Saint-Jean. Les personnes voulant traverser la ville était obligées de passer par le pont Saint-Pierre ; depuis le nord, on entrait dans la ville par la porte Saint-Julien, on descendait la rue Cattehoule, ou rue de Geôle, pour arriver au carrefour Saint-Pierre où l’on rejoignait le flot de circulation en provenance de la grande rue Saint-Pierre qui drainait les flux en provenance de l’ouest entrés dans la ville par la porte Saint-Martin ; on devait alors traverser le pont Saint-Pierre, descendre la rue Exmoisine, ou Saint-Jean, franchir la porte Millet, puis le pont de Vaucelles avant de se diriger vers l’est par la rue d’Auge ou vers le sud par la rue de Falaise.
En 1203, Jean sans Terre affranchit la commune de Caen qui put se doter d’un beffroi, d’une cloche, d’un sceau et d’un hôtel municipal ; on bâtit alors sur le pont Saint-Pierre un châtelet logeant l’hôtel de ville. La première mention directe à la maison de ville date de 1307 ; cependant, un texte du début du XIIIe siècle fait référence au parvis pratis de catellione (« pré dessus le castillon »), ce qui semble prouver que le Châtelet existait déjà à cette époque. En 1314, une des premières horloges mécaniques, réalisée par Beaumont, est installée. En 1346, le Châtelet fut détruit pendant la prise de la ville par Édouard III d'Angleterre et reconstruit immédiatement.

### La destruction de la porte
Le 11 mai 1754, Loguet, ingénieur de la généralité de Caen, dresse un procès-verbal en présence du président du bureau des finances et du procureur du roi dans lequel il constate que le Châtelet est lézardé dans toute sa hauteur ; estimant que le poids du bâtiment affaiblit la structure du pont, il conclut qu'il est nécessaire de le démolir « jusqu'à trois pieds de dessus du pavé dudit pont ». Cette démolition s'inscrit en fait dans le grand plan de François-Jean Orceau de Fontette, intendant depuis 1752, qui souhaite améliorer la circulation dans la ville. Bien que les édiles aient progressivement déserté la maison commune au profit de l'hôtel d'Escoville depuis 1733, ils refusent de démolir ce symbole de leurs libertés communales, mises à mal par la montée en puissance de l'administration royale. Les architectes de la ville produisent une contre-expertise affirmant la solidité de l'ouvrage et la municipalité propose de rénover les façades en s'inspirant du beffroi de l'hôtel de ville de Rennes. Les édiles s'adressent au Daniel-Charles Trudaine, directeur de l'Assemblée des inspecteurs généraux des ponts et chaussées ; ce dernier charge le contrôleur général des finances de trancher. Finalement Jean Moreau de Séchelles confirme la première expertise. Le 3 février 1755, le bureau des finances de Caen déclare : 

« attendu qu'il résulte des faits contenus dans les procès verbaux, qu'il est au moins douteux que le pont Saint Pierre soit solide ; que d'un autre côté le passage est trop étroit et dangereux ; que les différens plans produits et proposés par les maire et échevins sont in suffisans pour procurer un élargissement convenable, nous avons ordonné que les bâtimens étant sur ledit pont seront démolis dans trois mois de la signification de la présente, faute de quoi après ledit temps expiré il y sera pourvu ainsi qu'il appartiendra. »

Le 15 mai, le carillon de l'horloge, installée 441 ans plus tôt, sonne pour la dernière fois le Regina cœli avant d’être déplacé dans l’hôtel d'Escoville et les travaux de destruction commencent. La démolition de la vieille porte, supprimant un point de congestion important sur la route entre Paris et Cherbourg, est achevée en septembre 1755.
Le corps de garde du Châtelet, attesté au début du XVIIIe siècle, n'est démoli qu'au milieu du XIXe siècle lors du réaménagement de la place Saint-Pierre.

## Architecture
Le Châtelet était une tour carrée flanquée de quatre tourelles circulaires. Le rez-de-chaussée était ouvert par des arcades afin de permettre le passage des charrois. Dans les deux niveaux supérieurs, on trouvait également des magasins, des lieux de stockage, un corps de garde et un cachot. Son carillon, symbole de la liberté communale, rythmait la vie de la cité. Il était également surnommé, comme à Rouen, le Gros-Horloge car sa façade était ornée d’un cadran doré qui marquait les heures et les phases de la lune ; cette horloge monumentale était égayée d'une inscription : 

« Puisqu'ainsi la ville me loge
Sur ce pont pour servir d'auloge
Je feray les heures ouïr
Pour le commun peuple esjouïr »

 Sur les murs, était également inscrit la devise de la ville : un Dieu – un Roy, une Foy – une Loy. 
Au XVIe siècle, Charles de Bourgueville le décrit en ces termes : 

« de fort ancienne et admirable structure, de quatre estages en hauteur, en arcs-boutans fondez dedans la rivière sur pilotins, laquelle flue par trois grandes arches ; et aux coings de cest édifice et maison sont quatre tours qui se joignent par carneaux, en l’une desquelles (qui faict le befroy) est posée la grosse orloge: ceste quelle maison, pont et rivière, séparent les deux costez de la ville, de façon que les quatre murailles d’icelle commencent, finissent et aboutissent sur ce pont, anciennement appelé de Darnetal, comme il se treuve par certaine chartre, estant au matrologe ou chartrier de la ville, de l’an 1365. »

— Sieur De Bras.